# Gran Premio motociclistico dell'Indonesia 2024
Il Gran Premio motociclistico dell'Indonesia 2024 è stata la quindicesima prova del motomondiale del 2024. Le vittorie nelle tre classi sono andate a: Francesco Bagnaia nella Sprint ed Jorge Martín nella gara della MotoGP, Arón Canet in Moto2, David Alonso in Moto3.

## Prove e Qualifiche

### Moto3
Nella sessione di prove libere, il pilota più veloce in pista è Ángel Piqueras, fresco di vittoria, in 1'38"799. Nelle due sessioni di Pre-Qualifiche, è invece Luca Lunetta del team SIC58 Squadra Corse che fa segnare il miglior tempo in 1'37"384.
In qualifica, la Pole va per la quarta volta in stagione ad Iván Ortolá, in 1'37"332, davanti a Collin Veijer e Taiyo Furusato; ecco i risultati dei primi cinque classificati:
| Pos | Nº | Pilota           | Team                           | Tempo    |
| --- | -- | ---------------- | ------------------------------ | -------- |
| 1   | 48 | Iván Ortolá      | MT Helmets - MSi               | 1'37.332 |
| 2   | 95 | Collin Veijer    | Liqui Moly Husqvarna Intact GP | 1'37.539 |
| 3   | 72 | Taiyo Furusato   | Honda Team Asia                | 1'37.701 |
| 4   | 31 | Adrián Fernández | Leopard Racing                 | 1'37.726 |
| 5   | 80 | David Alonso     | CFMoto Gaviota Aspar Team      | 1'37.845 |

### Moto2
In Moto2, nella sessione di prove libere il più veloce in pista è Fermín Aldeguer in 1'33"955. Nelle due sessioni di Pre-Qualifiche, il pilota più veloce in pista è Arón Canet che fa segnare il miglior tempo in 1'33"077.
In qualifica, lo spagnolo si conferma il più veloce conquistando la sua quinta Pole stagionale, in 1'34"935, davanti a Jake Dixon che precede di un solo millesimo Ai Ogura; ecco i risultati dei primi cinque classificati:
| Pos | Nº | Pilota          | Team                   | Tempo    |
| --- | -- | --------------- | ---------------------- | -------- |
| 1   | 44 | Arón Canet      | Fantic Racing          | 1'33.434 |
| 2   | 96 | Jake Dixon      | CFMoto Inde Aspar Team | 1'33.503 |
| 3   | 79 | Ai Ogura        | MT Helmets - MSi       | 1'33.504 |
| 4   | 18 | Manuel González | QJMotor Gresini Moto2  | 1'33.628 |
| 5   | 54 | Fermín Aldeguer | Beta Tools SpeedUp     | 1'33.662 |

### MotoGP
Miguel Oliveira è costretta a saltare qualifica e gara a causa di una caduta avvenuta nel primo turno di prove libere che ne ha comportato la frattura del polso destro.
Nella prima sessione di prove libere il miglior tempo è fatto segnare dalla Pramac di Franco Morbidelli in 1'30"689. Nella sessione di Pre-qualifica, è Enea Bastianini il pilota più veloce in pista facendo segnare il miglior tempo in 1'29"630. Nella seconda sessione di prove libere è nuovamente Franco Morbidelli a fa segnare il tempo più veloce in 1'30"330.
Nel Q1 riescono passano il turno Johann Zarco e Raúl Fernández. Nella Q2, Jorge Martín torna in Pole dopo quattro gare con un tempo di 1'29"088, ben cinque decimi meglio di Marco Bezzecchi, secondo, e la Tech3 Pedro Acosta. Di seguito i risultati delle qualifiche:
| Pos. | Nº | Pilota                | Team                         | Tempo     | Tempo    |
| Pos. | Nº | Pilota                | Team                         | Q1        | Q2       |
| ---- | -- | --------------------- | ---------------------------- | --------- | -------- |
| 1    | 89 | Jorge Martín          | Prima Pramac Racing          | Già in Q2 | 1'29.088 |
| 2    | 72 | Marco Bezzecchi       | Pertamina Enduro VR46 Racing | Già in Q2 | 1'29.623 |
| 3    | 31 | Pedro Acosta          | Red Bull GASGAS Tech3        | Già in Q2 | 1'29.671 |
| 4    | 1  | Francesco Bagnaia     | Ducati Lenovo Team           | Già in Q2 | 1'29.745 |
| 5    | 23 | Enea Bastianini       | Ducati Lenovo Team           | Già in Q2 | 1'29.792 |
| 6    | 20 | Fabio Quartararo      | Monster Energy Yamaha        | Già in Q2 | 1'29.848 |
| 7    | 5  | Johann Zarco          | Castrol Honda LCR            | 1'29.995  | 1'29.942 |
| 8    | 49 | Fabio Di Giannantonio | Pertamina Enduro VR46 Racing | Già in Q2 | 1'29.963 |
| 9    | 21 | Franco Morbidelli     | Prima Pramac Racing          | Già in Q2 | 1'30.107 |
| 10   | 12 | Maverick Viñales      | Aprilia Racing               | Già in Q2 | 1'30.418 |
| 11   | 25 | Raúl Fernández        | Trackhouse Racing            | 1'30.062  | 1'30.524 |
| 12   | 93 | Marc Márquez          | Gresini Racing               | Già in Q2 | No tempo |
| 13   | 41 | Aleix Espargaró       | Aprilia Racing               | 1'30.110  |          |
| 14   | 73 | Álex Márquez          | Gresini Racing               | 1'30.243  |          |
| 15   | 42 | Álex Rins             | Monster Energy Yamaha        | 1'30.293  |          |
| 16   | 43 | Jack Miller           | Red Bull KTM Factory Racing  | 1'30.385  |          |
| 17   | 10 | Luca Marini           | Repsol Honda                 | 1'30.395  |          |
| 18   | 30 | Takaaki Nakagami      | Idemitsu Honda LCR           | 1'30.430  |          |
| 19   | 33 | Brad Binder           | Red Bull KTM Factory Racing  | 1'30.582  |          |
| 20   | 36 | Joan Mir              | Repsol Honda                 | 1'30.698  |          |
| 21   | 37 | Augusto Fernández     | Red Bull GASGAS Tech3        | 1'31.086  |          |

## Gare

### MotoGP

#### Sprint
La gara parte regolarmente con Jorge Martín che mantiene la testa della corsa ma al termine del primo giro cade ripartendo dal fondo della classifica e riuscendo a risalire fino alla decima piazza, l'ultima prima della zona punti. Ne approfitta così Francesco Bagnaia che va a vincere la sua quinta Sprint a stagione davanti ad Enea Bastianini, autore di una seconda parte di gara ottima. Chiude il podio Marc Márquez in lotta fono alla fine con i primi due classificati. Quarta posizione per Marco Bezzecchi davanti a Franco Morbidelli. Sesta posizione per Pedro Acosta seguito da Maverick Viñales e Johann Zarco, per la prima volta in stagione a punti al sabato. Chiude la zona punti Fabio Di Giannantonio, nono. Di seguito i risultati della gara Sprint:

##### Arrivati al traguardo
| Pos. | Nº | Pilota                | Squadra                      | Motocicletta       | Giri | Tempo     | Griglia | Punti |
| ---- | -- | --------------------- | ---------------------------- | ------------------ | ---- | --------- | ------- | ----- |
| 1º   | 1  | Francesco Bagnaia     | Ducati Lenovo Team           | Ducati Desmosedici | 13   | 19'41"354 | 4º      | 12    |
| 2º   | 23 | Enea Bastianini       | Ducati Lenovo Team           | Ducati Desmosedici | 13   | +0.107    | 5º      | 9     |
| 3º   | 93 | Marc Márquez          | Gresini Racing               | Ducati Desmosedici | 13   | +1.701    | 12º     | 7     |
| 4º   | 72 | Marco Bezzecchi       | Pertamina Enduro VR46 Racing | Ducati Desmosedici | 13   | +3.072    | 2º      | 6     |
| 5º   | 21 | Franco Morbidelli     | Prima Pramac Racing          | Ducati Desmosedici | 13   | +5.967    | 9º      | 5     |
| 6º   | 31 | Pedro Acosta          | Red Bull GASGAS Tech3        | KTM RC16           | 13   | +6.210    | 3º      | 4     |
| 7º   | 12 | Maverick Viñales      | Aprilia Racing               | Aprilia RS-GP      | 13   | +6.664    | 10º     | 3     |
| 8º   | 5  | Johann Zarco          | Castrol Honda LCR            | Honda RC213V       | 13   | +6.938    | 7º      | 2     |
| 9º   | 49 | Fabio Di Giannantonio | Pertamina Enduro VR46 Racing | Ducati Desmosedici | 13   | +7.706    | 8º      | 1     |
| 10º  | 89 | Jorge Martín          | Prima Pramac Racing          | Ducati Desmosedici | 13   | +9.104    | 1º      |       |
| 11º  | 43 | Jack Miller           | Red Bull KTM Factory Racing  | KTM RC16           | 13   | +9.618    | 16º     |       |
| 12º  | 20 | Fabio Quartararo      | Monster Energy Yamaha        | Yamaha YZR-M1      | 13   | +9.843    | 6º      |       |
| 13º  | 33 | Brad Binder           | Red Bull KTM Factory Racing  | KTM RC16           | 13   | +11.118   | 19º     |       |
| 14º  | 73 | Álex Márquez          | Gresini Racing               | Ducati Desmosedici | 13   | +12.418   | 14º     |       |
| 15º  | 42 | Álex Rins             | Monster Energy Yamaha        | Yamaha YZR-M1      | 13   | +12.579   | 15º     |       |
| 16º  | 41 | Aleix Espargaró       | Aprilia Racing               | Aprilia RS-GP      | 13   | +12.952   | 13º     |       |
| 17°  | 30 | Takaaki Nakagami      | LCR Honda Idemitsu           | Honda RC213V       | 13   | +13.351   | 18°     |       |
| 18°  | 10 | Luca Marini           | Repsol Honda                 | Honda RC213V       | 13   | +15.496   | 17°     |       |
| 19°  | 25 | Raúl Fernández        | Trackhouse Racing            | Aprilia RS-GP      | 13   | +29.895   | 11°     |       |

##### Ritirati
| Nº | Pilota            | Squadra               | Motocicletta | Giri | Griglia |
| -- | ----------------- | --------------------- | ------------ | ---- | ------- |
| 37 | Augusto Fernández | Red Bull GASGAS Tech3 | KTM RC16     | 11   | 21º     |
| 36 | Joan Mir          | Repsol Honda          | Honda RC213V | 11   | 20º     |

#### Gara
Jorge Martín domina la gara del Gran Premio dell'Indonesia tornando a vincere dopo ben quattro mesi. Ottima seconda posizione per Pedro Acosta, unico a tenere a tratti il ritmo del connazionale oltre ad Enea Bastianini caduto però mentre era in rimonta. Terza posizione, dopo un brutto avvio, per Francesco Bagnaia che guadagna tre punti in questo weekend al rivale spagnolo. Quarta posizione per Franco Morbidelli davanti a Marco Bezzecchi, con i due italiani che hanno dato vita ad un bel duello durato un paio di giri. Sesta posizione per Maverick Viñales che chiude davanti a Fabio Quartararo, i due migliori dei loro rispettivi costruttori. Ottavo al traguardo Brad Binder al termine di un fine settimana molto complicato. Miglior risultato stagionale per Johann Zarco, miglior Honda RC213V. Decimo chiude Raúl Fernández davanti ad Álex Rins. Ultimo arrivato al traguardo è Takaaki Nakagami, dodicesimo, a causa di una penalizzazione di sedici secondi legata alla pressione delle gomme che lo ha fatto scalare indietro di una posizione. Di seguito i risultati della gara:

##### Arrivati al traguardo
| Pos. | Nº | Pilota            | Squadra                      | Motocicletta       | Giri | Tempo     | Griglia | Punti |
| ---- | -- | ----------------- | ---------------------------- | ------------------ | ---- | --------- | ------- | ----- |
| 1º   | 89 | Jorge Martín      | Prima Pramac Racing          | Ducati Desmosedici | 27   | 41'04"389 | 1º      | 25    |
| 2º   | 31 | Pedro Acosta      | Red Bull GASGAS Tech3        | KTM RC16           | 27   | +1.404    | 3º      | 20    |
| 3º   | 1  | Francesco Bagnaia | Ducati Lenovo                | Ducati Desmosedici | 27   | +5.595    | 4º      | 16    |
| 4º   | 21 | Franco Morbidelli | Prima Pramac Racing          | Ducati Desmosedici | 27   | +6.507    | 9º      | 13    |
| 5º   | 72 | Marco Bezzecchi   | Pertamina Enduro VR46 Racing | Ducati Desmosedici | 27   | +6.772    | 2º      | 11    |
| 6º   | 12 | Maverick Viñales  | Aprilia Racing               | Aprilia RS-GP      | 27   | +11.330   | 10º     | 10    |
| 7º   | 20 | Fabio Quartararo  | Monster Energy Yamaha        | Yamaha YZR-M1      | 27   | +13.203   | 6º      | 9     |
| 8º   | 33 | Brad Binder       | Red Bull KTM Factory Racing  | KTM RC16           | 27   | +14.862   | 19º     | 8     |
| 9º   | 5  | Johann Zarco      | Castrol Honda LCR            | Honda RC213V       | 27   | +15.151   | 7º      | 7     |
| 10º  | 25 | Raúl Fernández    | Trackhouse Racing            | Aprilia RS-GP      | 27   | +21.079   | 11º     | 6     |
| 11º  | 42 | Álex Rins         | Monster Energy Yamaha        | Yamaha YZR-M1      | 27   | +33.633   | 15º     | 5     |
| 12º  | 30 | Takaaki Nakagami  | Idemitsu Honda LCR           | Honda RC213V       | 27   | +43.396   | 18º     | 4     |

##### Ritirati
| Nº | Pilota                | Squadra                      | Motocicletta       | Giri | Griglia |
| -- | --------------------- | ---------------------------- | ------------------ | ---- | ------- |
| 23 | Enea Bastianini       | Ducati Lenovo                | Ducati Desmosedici | 20   | 5º      |
| 37 | Augusto Fernández     | Red Bull GASGAS Tech3        | KTM RC16           | 19   | 21º     |
| 36 | Joan Mir              | Repsol Honda                 | Honda RC213V       | 12   | 20º     |
| 93 | Marc Márquez          | Gresini Racing               | Ducati Desmosedici | 11   | 12º     |
| 49 | Fabio Di Giannantonio | Pertamina Enduro VR46 Racing | Ducati Desmosedici | 8    | 8º      |
| 41 | Aleix Espargaró       | Aprilia Racing               | Aprilia RS-GP      | 0    | 13º     |
| 73 | Álex Márquez          | Gresini Racing               | Ducati Desmosedici | 0    | 14º     |
| 43 | Jack Miller           | Red Bull KTM Factory Racing  | KTM RC16           | 0    | 16º     |
| 10 | Luca Marini           | Repsol Honda                 | Honda RC213V       | 0    | 17º     |

### Moto2
Arón Canet conclude con la sua seconda vittoria in Moto2 un fine settimana da dominatore assoluto della categoria. Seconda posizione per Ai Ogura che guadagna altri 20 punti in ottica Classifica Piloti su Sergio García, caduto durante la gara. Chiude il podio Alonso López che torna tra i primi tre dopo cinque gare. Quarta posizione per il compagno di squadra di López: Fermín Aldeguer davanti a Darryn Binder al miglior risultato in categoria. Sesto Joe Roberts davanti ad Izan Guevara, che termina settimo al traguardo ma viene successivamente squalificato. Guadagna così la settima posizione Tony Arbolino, migliore degli italiani, seguito da Manuel González. Nona piazza Deniz Öncü che torna a far segnare punti, davanti a Marcos Ramírez e Barry Baltus. Dodicesimo Celestino Vietti che precede Jeremy Alcoba ed Albert Arenas. Chiude la zona punti Filip Salač Di seguito i risultati della gara:

#### Arrivati al traguardo
| Pos | Nº | Pilota                  | Squadra                        | Motocicletta | Giri | Tempo     | Griglia | Punti |
| --- | -- | ----------------------- | ------------------------------ | ------------ | ---- | --------- | ------- | ----- |
| 1°  | 44 | Arón Canet              | Fantic Racing                  | Kalex        | 22   | 34'41"557 | 1º      | 25    |
| 2°  | 79 | Ai Ogura                | MT Helmets - MSi               | B-24         | 22   | +6.218    | 3º      | 20    |
| 3°  | 21 | Alonso López            | Beta Tools Speed Up            | B-24         | 22   | +7.613    | 6º      | 16    |
| 4°  | 54 | Fermín Aldeguer         | Beta Tools Speed Up            | B-24         | 22   | +7.797    | 5º      | 13    |
| 5°  | 15 | Darryn Binder           | Liqui Moly Husqvarna Intact GP | Kalex        | 22   | +8.097    | 13º     | 11    |
| 6°  | 16 | Joe Roberts             | OnlyFans American Racing Team  | Kalex        | 22   | +9.823    | 8º      | 10    |
| 7°  | 14 | Tony Arbolino           | Elf Marc VDS Racing Team       | Kalex        | 22   | +10.394   | 7º      | 9     |
| 8°  | 18 | Manuel González         | QJMotor Gresini Moto2          | Kalex        | 22   | +11.000   | 4º      | 8     |
| 9°  | 51 | Deniz Öncü              | Red Bull KTM Ajo               | Kalex        | 22   | +14.436   | 11º     | 7     |
| 10° | 24 | Marcos Ramírez          | OnlyFans American Racing Team  | Kalex        | 22   | +16.895   | 21º     | 6     |
| 11° | 7  | Barry Baltus            | RW-Idrofoglia Racing GP        | Kalex        | 22   | +17.078   | 12º     | 5     |
| 12° | 13 | Celestino Vietti        | Red Bull KTM Ajo               | Kalex        | 22   | +18.019   | 18º     | 4     |
| 13° | 52 | Jeremy Alcoba           | Yamaha VR46 Master Camp Team   | Kalex        | 22   | +18.201   | 10º     | 3     |
| 14° | 75 | Albert Arenas           | QJMotor Gresini Moto2          | Kalex        | 22   | +18.616   | 14º     | 2     |
| 15° | 12 | Filip Salač             | Elf Marc VDS Racing Team       | Kalex        | 22   | +27.442   | 23º     | 1     |
| 16° | 22 | Ayumu Sasaki            | Yamaha VR46 Master Camp Team   | Kalex        | 22   | +30.051   | 22º     |       |
| 17° | 84 | Zonta van den Goorbergh | RW-Idrofoglia Racing GP        | Kalex        | 22   | +33.978   | 20º     |       |
| 18° | 34 | Mario Aji               | Idemitsu Honda Team Asia       | Kalex        | 22   | +34.873   | 24º     |       |
| 19° | 11 | Álex Escrig             | Klint Forward Factory Team     | Forward      | 22   | +38.556   | 25º     |       |
| 20° | 43 | Xavier Artigas          | Klint Forward Factory Team     | Forward      | 22   | +40.592   | 28º     |       |
| 21° | 17 | Daniel Muñoz            | Preicanos Racing Team          | Kalex        | 22   | +47.085   | 27º     |       |
| 22° | 96 | Jake Dixon              | CFMoto Inde Aspar Team         | Kalex        | 22   | +59.842   | 2º      |       |

#### Ritirati
| Nº | Pilota          | Squadra                        | Motocicletta | Giri | Griglia |
| -- | --------------- | ------------------------------ | ------------ | ---- | ------- |
| 3  | Sergio García   | MT Helmets - MSi               | B-24         | 15   | 15º     |
| 20 | Xavier Cardelús | Fantic Racing                  | Kalex        | 2    | 26º     |
| 35 | Somkiat Chantra | Idemitsu Honda Team Asia       | Kalex        | 1    | 9º      |
| 81 | Senna Agius     | Liqui Moly Husqvarna Intact GP | Kalex        | 0    | 16º     |
| 5  | Jaume Masiá     | Preicanos Racing Team          | Kalex        | 0    | 17º     |

#### Squalificato
| Nº | Pilota       | Squadra                | Motocicletta | Griglia |
| -- | ------------ | ---------------------- | ------------ | ------- |
| 28 | Izan Guevara | CFMoto Inde Aspar Team | Kalex        | 19º     |

### Moto3
Nona vittoria stagionale per David Alonso, che al prossimo appuntamento avrà la prima occasione la matematica certezza del titolo. Alonso precede di soli 85 millesimi Adrián Fernández, al primo podio nel Motomondiale, e terza posizione per David Muñoz. Quarto Ángel Piqueras davanti a Luca Lunetta, il migliore degli italiani, che di pochi millesimi precede Daniel Holgado. Sesta e settima posizione per Tatsuki Suzuki e Joel Kelso. Staccati dal gruppo di testa, nona posizione per Iván Ortolá partito prima ma penalizzato con tre long lap penalty. Ottima decima posizione per Nicola Fabio Carraro davanti a José Antonio Rueda e Matteo Bertelle, dodicesimo. Segue Scott Ogden davanti a Joel Esteban e chiude la zona punti Stefano Nepa. Di seguito i risultati della gara:

#### Arrivati al traguardo
| Pos | Nº | Pilota               | Squadra                        | Motocicletta  | Giri | Tempo     | Griglia | Punti |
| --- | -- | -------------------- | ------------------------------ | ------------- | ---- | --------- | ------- | ----- |
| 1°  | 80 | David Alonso         | CFMoto Gaviota Aspar Team      | CFMoto        | 20   | 32'57"410 | 5º      | 25    |
| 2°  | 31 | Adrián Fernández     | Leopard Racing                 | Honda NSF250R | 20   | +0.085    | 4º      | 20    |
| 3°  | 64 | David Muñoz          | BOE Motorsports                | KTM RC 250 GP | 20   | +0.225    | 13º     | 16    |
| 4°  | 36 | Ángel Piqueras       | Leopard Racing                 | Honda NSF250R | 20   | +0.664    | 9º      | 13    |
| 5°  | 58 | Luca Lunetta         | SIC58 Squadra Corse            | Honda NSF250R | 20   | +0.835    | 6º      | 11    |
| 6°  | 96 | Daniel Holgado       | Red Bull GASGAS Tech3          | KTM RC 250 GP | 20   | +0.862    | 14º     | 10    |
| 7°  | 24 | Tatsuki Suzuki       | Liqui Moly Husqvarna Intact GP | Husqvarna     | 20   | +1.300    | 7º      | 9     |
| 8°  | 66 | Joel Kelso           | BOE Motorsports                | KTM RC 250 GP | 20   | +1.835    | 8º      | 8     |
| 9°  | 48 | Iván Ortolá          | MT Helmets - MSi               | KTM RC 250 GP | 20   | +16.664   | 1º      | 7     |
| 10° | 10 | Nicola Fabio Carraro | LevelUp - MTA                  | KTM RC 250 GP | 20   | +16.674   | 20º     | 6     |
| 11° | 99 | José Antonio Rueda   | Red Bull KTM Ajo               | KTM RC 250 GP | 20   | +16.770   | 10º     | 5     |
| 12° | 18 | Matteo Bertelle      | Kopron Rivacold Snipers Team   | Honda NSF250R | 20   | +16.807   | 23º     | 4     |
| 13° | 19 | Scott Ogden          | FleetSafe Honda - MLav Racing  | Honda NSF250R | 20   | +17.005   | 12º     | 3     |
| 14° | 78 | Joel Esteban         | CFMoto Gaviota Aspar Team      | CFMoto        | 20   | +17.244   | 22º     | 2     |
| 15° | 82 | Stefano Nepa         | LevelUp - MTA                  | KTM RC 250 GP | 20   | +23.804   | 11º     | 1     |
| 16° | 12 | Jacob Roulstone      | Red Bull GASGAS Tech3          | KTM RC 250 GP | 20   | +26.124   | 19º     |       |
| 17° | 6  | Ryusei Yamanaka      | MT Helmets - MSi               | KTM RC 250 GP | 20   | +39.312   | 17º     |       |
| 18° | 55 | Noah Dettwiler       | CIP Green Power                | KTM RC 250 GP | 20   | +57.340   | 25º     |       |

#### Ritirati
| Nº | Pilota            | Squadra                        | Motocicletta  | Giri | Griglia |
| -- | ----------------- | ------------------------------ | ------------- | ---- | ------- |
| 72 | Taiyo Furusato    | Honda Team Asia                | Honda NSF250R | 17   | 3º      |
| 95 | Collin Veijer     | Liqui Moly Husqvarna Intact GP | Husqvarna     | 11   | 2º      |
| 54 | Riccardo Rossi    | CIP Green Power                | KTM RC 250 GP | 10   | 18º     |
| 85 | Xabi Zurutuza     | Red Bull KTM Ajo               | KTM RC 250 GP | 10   | 26º     |
| 5  | Tatchakorn Buasri | Honda Team Asia                | Honda NSF250R | 4    | 24º     |
| 93 | Arbi Aditama      | Honda Team Asia                | Honda NSF250R | 4    | 21º     |
| 7  | Filippo Farioli   | SIC58 Squadra Corse            | Honda NSF250R | 2    | 16º     |
| 22 | David Almansa     | Kopron Rivacold Snipers Team   | Honda NSF250R | 2    | 15º     |

#### Non partito
| Nº | Pilota       | Squadra                       | Motocicletta  |
| -- | ------------ | ----------------------------- | ------------- |
| 8  | Eddie O'Shea | FleetSafe Honda - MLav Racing | Honda NSF250R |